# Сардалашвили, Георгий
Георгий Сардалашвили (груз. გიორგი სარდალაშვლი; род. 26 мая 2003) — грузинский дзюдоист, выступающий в весовой категории до 60 кг. Чемпион мира 2024 года. Чемпион Европы 2025 года. Бронзовый призёр чемпионата мира 2023 года и чемпион мира 2024 года. Участник летних Олимпийских игр 2024 года. 

## Биография
Георгий Сардалашвили родился 26 мая 2003 года.

## Карьера
На молодёжном чемпионате мира 2021 года стал победителем. Через год на аналогичном турнире стал серебряным призёром.
В 2022 году стал победителем турнира Большого шлема в Абу-Даби. В Тбилиси на турнире из серии Большого шлема в 2022 и 2023 годах становился серебряным призёром.
На чемпионате мира 2023 года, который состоялся в Дохе, грузинский спортсмен завоевал бронзовую медаль.
Весной 2024 года на предолимпийском чемпионате мира, который состоялся в Объединённых Арабских Эмиратах, Георгий завоевал золотую медаль, став впервые в карьере чемпионом мира. В финале он победил спортсмена из Тайваня Ян Юнвэя.
В апреле 2025 года на чемпионате Европы в Подгорице завоевал золотую медаль. В финальной схватке победила соперника из России Аюба Блиева. 